# 普西區

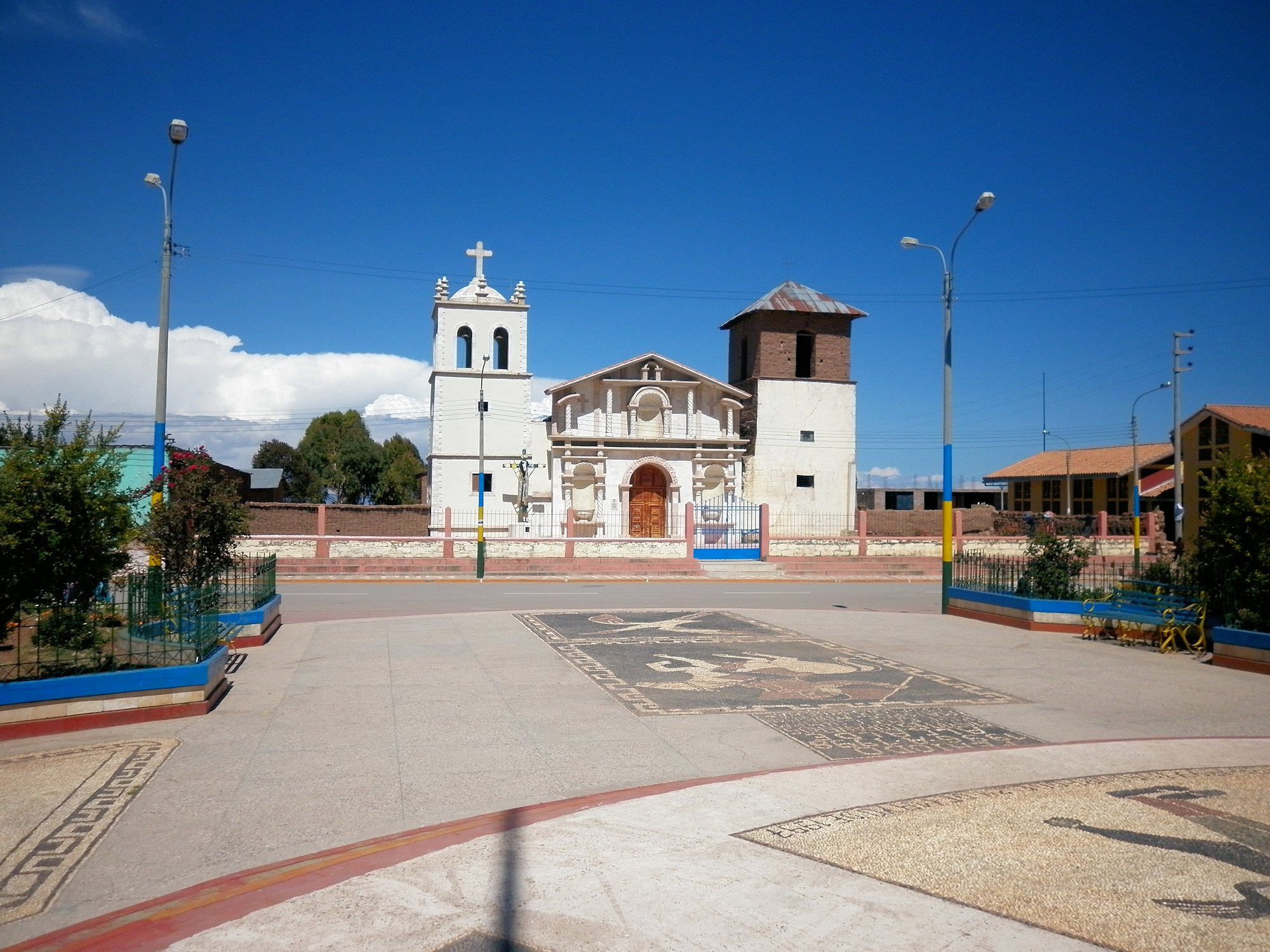

普西區（西班牙語：Distrito de Pusi），是秘魯的一個區，位於該國東南部普諾大區的萬卡內省，面積148.42平方公里，海拔高度3,835米，2005年人口7,132，人口密度每平方公里48人。